# Associazione Calcio Como 1938-1939
Questa pagina raccoglie le informazioni riguardanti l'Associazione Calcio Como nelle competizioni ufficiali della stagione 1938-1939.

## Stagione
Nella stagione 1938-1939 il Como ha disputato il girone C della Serie C, con 23 punti si è piazzato in decima posizione di classifica. Il campionato è stato vinto dal Brescia con 38 punti per miglior quoziente reti nei confronti del Varese, poi sarà promosso in Serie B vincendo il girone finale.

## Rosa
| N. |                   | Ruolo | Calciatore               |
| -- | ----------------- | ----- | ------------------------ |
|    | Italia (bandiera) | P     | Ernesto Bondioli         |
|    | Italia (bandiera) | D     | Alessandro Banfi         |
|    | Italia (bandiera) | D     | Ugo Beltrami             |
|    | Italia (bandiera) | D     | Lino Giustacchini        |
|    | Italia (bandiera) | D     | Giuseppe Rampini         |
|    | Italia (bandiera) | C     | Antonio Sacchi           |
|    | Italia (bandiera) | C     | Alberto Franco Cavallini |
|    | Italia (bandiera) | C     | Antonio Cetti            |
|    | Italia (bandiera) | C     | Mario Giannoni           |
|    | Italia (bandiera) | C     | Angelo Minoia            |

| N. |                   | Ruolo | Calciatore             |
| -- | ----------------- | ----- | ---------------------- |
|    | Italia (bandiera) | C     | Ettore Mussi           |
|    | Italia (bandiera) | C     | Aristide Noseda        |
|    | Italia (bandiera) | C     | Gian Battista Tacchini |
|    | Italia (bandiera) | C     | Armando Varini         |
|    | Italia (bandiera) | A     | Luigi Barbieri         |
|    | Italia (bandiera) | A     | Gino Cavadini          |
|    | Italia (bandiera) | A     | Osvaldo Ghislanzoni    |
|    | Italia (bandiera) | A     | Romolo Remigi          |
|    | Italia (bandiera) | A     | Lombardo Romegialli    |
|    | Italia (bandiera) | A     | Pietro Giovanni Toja   |